# Bauträger
Ein Bauträger ist ein Unternehmen, das Wohn- und Gewerbeimmobilien zum gewerbsmäßigen Vertrieb herstellt. Wesentlicher Aspekt der Bauträgertätigkeit ist, dass der Bauträger dem Erwerber das Eigentum sowohl am Grundstück (oder grundstücksgleichen Recht) als auch am darauf erstellten Gebäude verschafft.
Der Bauträger baut mit eigenem oder finanziertem Geld auf eigenes Risiko. Nach Verkauf einer Einheit erhält er nach den Auflagen des Gesetzgebers insbesondere in Form der Makler- und Bauträgerverordnung (MaBV) Abschläge vom Käufer auf bereits erbrachte Leistungen (Grundstückskauf, Erstellung des Rohbaus etc.).
Wenn dagegen ein „normaler“ Bauunternehmer als Generalunternehmer oder Generalübernehmer tätig wird, so baut dieser auf einem Grundstück, welches dem Auftraggeber bereits gehört. Da in diesem Fall kein Grundeigentum übertragen wird, ist der Vertrag – im Gegensatz zum Bauträgervertrag – nicht notariell beurkundungspflichtig, sondern wird in der Regel lediglich in Schriftform abgeschlossen. Der Bauunternehmer erhält für erbrachte Bauleistung Abschlagszahlungen vom Kunden, die sich am Bautenstand orientieren.

## Organisationsform und Wirtschaftsfaktor
Bauträger werden in Deutschland oft in der Form einer Gesellschaft mit beschränkter Haftung geführt, aber auch Einzelunternehmer, Kommanditgesellschaften oder Aktiengesellschaften sind anzutreffen. Der Großteil der Bauträgergesellschaften bewegt sich in einem Segment bis 20,0 Mio. EUR Jahresumsatz und wird mit einer geringen Personaldecke betrieben. Wenige Gesellschaften erzielen weitaus höhere Umsätze, sind zumeist aber an einen Konzern (Bauunternehmung) angebunden oder kommunalnah (z. B. in städtischer „Hand“).

## Bauabwicklung
Die Bauabwicklung erfolgt zumeist durch Kauf und Entwicklung eines Grundstücks. Im Rahmen der Entwicklung werden sämtliche Bauleistungen von der Architektenplanung über die behördlichen Genehmigungen bis zur Bauausführung in Auftrag gegeben. Eigene Bauleistungen werden zumeist nicht erbracht. Die entwickelten Wohneinheiten werden vollständig verkauft. Im Vorratsbau entwickelt und baut der Bauträger, um vor oder während des Bauablaufs die Einheiten zu veräußern. Im Bestellbau wird der Bauträger erst mit Unterzeichnung des Kaufvertrags tätig. Der Gewinn des Bauträgers ergibt sich aus der Differenz der Gesamtkosten zur Erstellung des Wohnraumes und der erzielten Verkaufspreise.

## Der Bauträgervertrag
Der Bauträgervertrag ist rechtlich betrachtet eine Mischung aus Kaufvertrag und Werkvertrag und unterliegt den strengen Regelungen der Makler- und Bauträgerverordnung (MaBV). Insbesondere wenn der Vertrag zu einem Zeitpunkt abgeschlossen wird, zu dem die Bauleistungen noch nicht abgeschlossen sind, enthält der Vertrag werkvertragliche Elemente.
Die MaBV regelt die zu leistenden Abschlagszahlungen entsprechend dem aktuellen Bautenstand (siehe Bautenstandsbericht). Der Bauträger verpflichtet sich, das Objekt entsprechend einer vereinbarten Baubeschreibung zu errichten, es nach Fertigstellung an den Kunden/Käufer zu übergeben und ihm das Eigentum an dem Objekt zu verschaffen.
Der Bauträgervertrag ist, da Grundbesitz verkauft wird, notariell zu beurkunden.
Da der Bauträger einziger Vertragspartner des Kunden ist, ist eine direkte Abstimmung des Kunden mit Handwerkern und Firmen nicht erforderlich und andererseits auch nur mit Zustimmung und Mitwirkung des Bauträgers möglich.
Der Bauträger ist gegenüber dem Erwerber für eine einwandfreie Ausführung vertraglich übernommener Verpflichtungen verantwortlich und muss dafür sorgen, dass alle Mängel beseitigt werden, die während der Bauzeit oder innerhalb der Gewährleistungszeit auftreten.
Neben dem Abschluss eines Bauträger- bzw. Bauvertrags ist auch denkbar, dass ein Käufer ein bereits fertiggestelltes (z. B. Altbau) oder auch halbfertiges Objekt (Ausbauhaus) vom Bauträger mit einem gewöhnlichen Kaufvertrag erwirbt. In letzterem Fall übernimmt der Käufer die Fertigstellung auf eigene Kosten und eigenes Risiko.

### Rechtssituation in Deutschland
Die Tätigkeit des Bauträgers unterliegt den Beschränkungen des § 34c Gewerbeordnung und erfordert eine Genehmigung hiernach. Die Einhaltung der Regelungen aus der Makler- und Bauträgerverordnung wird durch die jährliche nachträgliche Erstellung eines MaBV-Berichtes überwacht. In diesem wird insbesondere die zweckgebundene Verwendung des zur Verfügung gestellten Kapitals einzelner Käufer dargelegt. Die Käufergelder werden in der Regel durch eine Freistellungserklärung eines Kreditinstitutes abgesichert. Diese enthält eine klare Regelung für den Umgang mit bereits gezahlten Abschlagszahlungen bei Insolvenz des Bauträgers (Rückzahlung entsprechend dem tatsächlichen Bautenstand, Fertigstellung des Vorhabens …).
Mit Wirkung vom 1. Januar 2018 ist ein Bauträgervertrag ein eigener Vertragstyp zur Errichtung oder zum Umbau eines Hauses oder eines vergleichbaren Bauwerks, der zugleich die Verpflichtung enthält, dem Besteller das Eigentum an dem Grundstück zu übertragen oder ein Erbbaurecht zu bestellen oder zu übertragen (§ 650u BGB).

### Abschlussabsicherungen
Zuverlässigkeit, Qualität und Zahlungsfähigkeit eines Bauträgers können vor Vertragsabschluss nach folgenden Kriterien geprüft werden:
- Einholung einer Bankauskunft
- Historie des Unternehmens
- Sind Problemprojekte des Bauträgers bekannt
- Einholung von Referenzen z. B. durch Kontakt mit früheren Käufern
- Besichtigung von Referenzobjekten
- Allgemeiner Ruf des Unternehmens
- Baubegleitende Qualitätssicherung (z. B. TÜV oder DEKRA)

## Bauträger in Österreich
Immobilienmakler, Immobilienverwalter und Bauträger sind unter dem Oberbegriff Immobilientreuhänder zusammengefasst (gemeinsame Bestimmung für die Antrittsvoraussetzungen, gemeinsame Interessensvertretung).
Der Begriff des Bauträgers findet im österreichischen Recht unterschiedliche Anwendung:
- im Sinne der Gewerbeordnung (§ 117 Abs. 4 GewO)
- im Sinne des Bauträgervertragsgesetzes (§ 1 Abs. 1 BTVG)1
- im Sinne der Salzburger Wohnbauförderung (= Subjektförderung) § 6 (1): gemeinnützige Bauvereinigungen nach dem WGG, Baugewerbetreibende, Immobilienmakler und Bauträger im Sinn der §§ 99, 117 und 149 GewO 1994

Gemäß § 117 GewO (1994 idF Novelle 2002, geändert BGBl 2008) wird der Tätigkeitsbereich des Bauträgers in Abs. 4 beschrieben:
Die organisatorische und kommerzielle Abwicklung von Bauvorhaben
- Neubauten und durchgreifende Sanierungen
- Auf eigene oder fremde Rechnung
- Verwertung der Gebäude

Bauträger im Sinne der GewO ist also derjenige, der eine Gewerbeberechtigung als Bauträger besitzt, Bauvorhaben abwickelt und nicht Baumeister, Zimmermeister etc. ist. Gemäß der GewO ist ein entsprechender Befähigungsnachweis für die Ausübung des Bauträgergewerbes erforderlich.

### Berufsbild des Bauträgers
Das Berufsbild des Bauträgers hat folgende in der Praxis und Lehre unbestrittene Grundstruktur (Fünf-Säulen-Prinzip):

#### Bauherrnfunktion
Der Bauträger ist Bauherr bzw. direkter Stellvertreter des Bauherrn. Bauherr ist, wer auf seine Verantwortung und sein Risiko eine bauliche Anlage vorbereitet und die notwendigen Maßnahmen setzt oder setzen lässt.
- Bauwille wird gebildet
- Projekt nach eigenen Vorstellungen
- Bauwille entsteht originär

Bei Bauvorhaben auf eigenen Grundstücken und auf eigene Rechnung ist der Bauträger selbst Bauherr. Bei Bauten auf fremden Grundstücken oder für fremde Rechnung und auf fremdes Risiko ist der Bauträger als Baubetreuer zwar nicht selbst Bauherr, vertritt aber die Interessen des Bauherrn als dessen direkter Vertreter und in voller Projektverantwortung.

#### Drittbindung
Der Bauträger handelt in eigenem Namen, ist aber Dritten verpflichtet, für die er baut. Er setzt seine Baumaßnahmen in Hinblick auf eine schon bestehende oder künftige vertragliche Beziehung zum Nutzer des Bauvorhabens. Ferner betreibt er Projekte zum Zweck der Verwertung an die Nutzer des Projektes und tritt in direkte Beziehung zu den Nutzern.

#### Treuhandschaft
Der Bauträger handelt ähnlich einem Treuhänder. Für den Bauträger besteht daher keine Freiheit mehr in der Verwendung der Baugelder. Wenn er für eine Mehrzahl von Erwerbern tätig ist, ist der zur Optimierung des Bauvorhabens in technischer, wirtschaftlicher und rechtlicher Hinsicht verpflichtet – Optimierungsverpflichtung.

#### Gesamtverantwortung
Der Bauträger trägt die umfassende unteilbare Verantwortung für das Gesamtbauvorhaben. Die Tätigkeit des Bauträgers sowie seine Verantwortung für die Realisierung des Bauvorhabens in allen Aspekten ist als umfassend zu betrachten.
- Er veranlasst die notwendigen planerischen Arbeiten sach- und zeitgerecht
- Er beauftragt die Ausführungsleistungen
- Er leistet die Finanzierung, die rechtliche und wirtschaftliche Obsorge
- Er besorgt die rechtliche Sicherstellung für die künftigen Nutzer
- Er kontrolliert alle Baubelange in rechtlicher, wirtschaftlicher, kostenmäßiger und qualitativer Hinsicht
- Er haftet letztlich seinem Kunden gegenüber als direkter Vertragspartner uneingeschränkt für alle Belange des Baues, auch für Fehler im Bereich seiner Auftraggeber (Möglichkeit des Regress).

#### Konzentrationsprinzip
Der Bauträger soll sich auf seinen eigenen Wirkungskreis konzentrieren. Die Funktion des Bauträgers endet nicht mit der Fertigstellung und Übergabe des Bauwerks an den von ihm Betreuten, seinen Kunden, sondern reicht darüber hinaus: Er hat dafür zu sorgen, dass die rechtliche Ordnung hergestellt wird und seinem Kunden die vereinbarte Rechtsstellung verschafft wird sowie insbesondere, dass die Gewährleistung ordnungsgemäß abgewickelt wird. Es besteht Konfliktpotential bei gleichzeitigem Status als Bauausführender und/oder Gebäudeverwalter. Die Verwertung und Vermarktung des Bauvorhabens selbst bringt keine nennenswerten Kollisionsprobleme.

### Leistungen des Bauträgers
Der Bauträger veranlasst folgende Tätigkeiten bzw. führt diese selbst durch:
- Grundstücksbeschaffung samt Prüfung der Projektvoraussetzungen
- Projektentwicklung und Entwicklung des Bau- und Nutzungskonzeptes
- Planungsphase der Projektentwicklung
- Projektsteuerung
- Baureifmachung
- Baubetreuung

Die Leistungen des Bauträgers lassen sich durchaus auch als Baumanagement zusammenfassen – in organisatorischer, kaufmännischer und gesamtwirtschaftlicher Hinsicht.

### Das Bauträgervertragsgesetz (BTVG)
In einer umfassenden Novelle trat das BTVG zum 1. Juli 2008 in Kraft. Ziel des BTVG ist der Schutz der Konsumenten, welche ihr Objekt von einem Bauträger vor Fertigstellung erwerben und dafür erhebliche Geldmittel im Voraus bezahlen. Gleichzeitig trägt das BTVG aber auch dem Interesse des Bauträgers Rechnung, indem die Vorfinanzierung durch den Erwerber grundsätzlich weiterhin zugelassen wird.
Das BTVG ist dann zwingend anzuwenden, wenn der Erwerber (Konsument) vertraglich verpflichtet wird, vor Baufertigstellung und Übergabe des Objekts zur Sicherung der Verschaffung der vereinbarten Rechtsstellung mehr als EUR 150,00 pro m² Wohnnutzfläche an den Bauträger oder an Dritte zu bezahlen.
Das BTVG ist auch dann anzuwenden, wenn allein die Zahlungen für Grunderwerbsteuer, Vertragserrichtungskosten, Gemeindeabgaben für Aufschließung, an Versorgungsunternehmen für die Herstellung der entsprechenden Zu- und Ableitungen und vor allem direkte Zahlungen an vom Bauträger vorgegebene Professionisten in Summe den vorangeführten Betrag erreichen bzw. übersteigen.
Unter Bauträgervertrag (§ 2 (1)) versteht man einen Vertrag über den Erwerb des Eigentums, des Wohnungseigentums, des Baurechts, des Bestandsrechts oder eines sonstigen Nutzungsrechts einschließlich Leasing an zu errichtenden oder durchgreifend zu erneuernden Gebäuden, Wohnungen oder Geschäftsräumen.

#### Vertragsinhalt
Der Bauträgervertrag muss gem. § 4 Abs. 1 BTVG folgende Punkte enthalten:
- Das Gebäude, die Wohnung oder den Geschäftsraum samt Zubehör (= der eigentliche Vertragsgegenstand) sowie die vom Erwerber gewöhnlich nutzbaren Teile der Gesamtanlage – Ausmaß, Lage und Widmung sind durch Pläne und Bau- und Ausstattungsbeschreibung darzustellen
- Hinweis auf Gefahrenzonen: z. B. wildbach- oder lawinenbedingte Gefahrenzonen, Hochwasserabflussgebiet, Verdachtsflächenkataster, Altlastenatlas
- Der Preis und die vom Erwerber jeweils für Sonder- und Zusatzleistungen zu entrichtenden Beträge, die vom Bauträger angeboten werden oder an vom Bauträger verpflichtend vorge-gebene Professionisten bezahlt werden müssen
- Fälligkeit der Zahlungen des Erwerbers
- spätester Übergabetermin des eigentlichen Vertragsgegenstandes sowie der Fertigstellung der Gesamtanlage
- dingliche oder obligatorische Lasten, die der Erwerber übernehmen muss
- Besicherung des Erwerbers (§ 7)
- das Konto des Bauträgers, auf das der Erwerber die Zahlungen bei einer Sicherung durch Garantie oder Versicherung zu entrichten hat, Info über die damit verbundenen Rechtsfolgen
- Treuhänder, sofern einer bestellt werden muss
- dem Erwerber einzuräumender Haftrücklass (§ 4 Abs. 4 BTVG)

## Bauherrengemeinschaft
Eine Alternative zum Kauf von einem Bauträgern ist eine private Bauherrengemeinschaft, die im Gegensatz zu einem Bauträger andere Organisationsziele als die finanzielle Gewinnerzielung hat.